# Протофемінізм

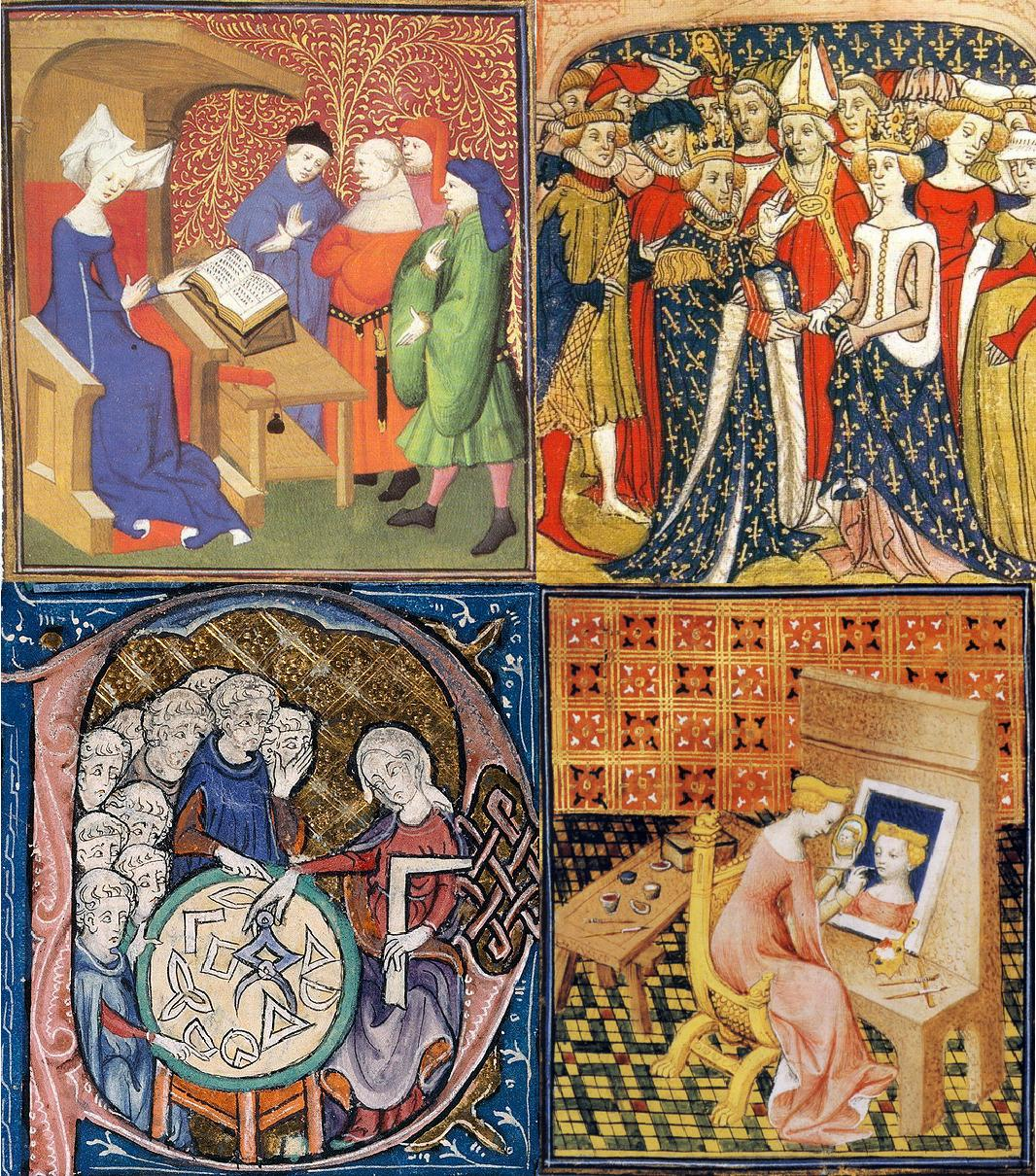
Жіночі заняття в Середні віки. Ілюстрація 15 ст. з De Mulieribus Claris Бокаччо

Протофемінізм (англ. Protofeminism) ― етап історії фемінізму в епоху, коли феміністська концепція як така ще була невідомою. Стосується, зокрема, часів до XIX століття (хоча рухи XVIII та XIX ст. часто підпадають під визначення «фемінізму»).
Деякі сучасні вчені ставлять під сумнів корисність терміна протофемінізм, як і терміна постфемінізм.

## Історія

### Християнська середньовічна Європа
Тут панувала думка, що жінки інтелектуально та морально слабші за чоловіків, грішні первородним гріхом Єви з біблійної традиції. Це використовувалося для виправдання середньовічних феміцидів (полювання на відьом), а також численних обмежень, накладених на жінок, таких як заборона мати власність, здобувати освіту, оплачувано працювати або зобов'язання слухатися батька/чоловіка. Серед середньовічних протофеміністок, визнаних важливими для розвитку руху, є Марі де Франс, Елеонора Аквітанська, Беттісія Гоццадіні, Нікола де ла Хей, Христина Пізанська, Ядвіга Анжуйська, Лаура Черета та Ла Малінче.

### Європейське Відродження

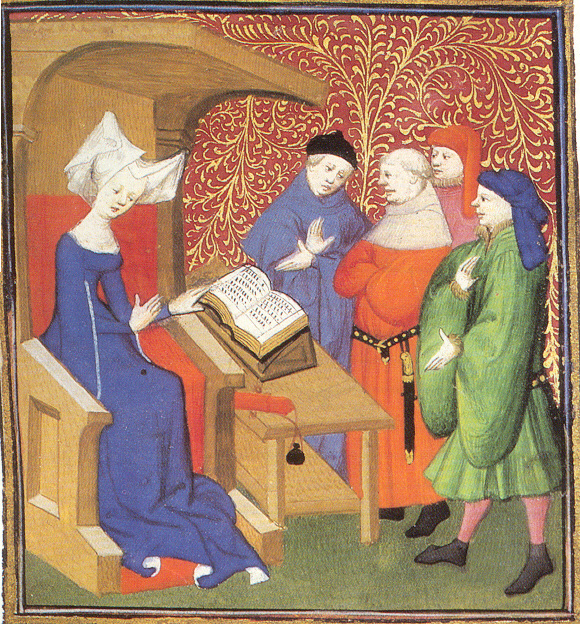
Христина Пізанська читає богословські лекції групі чоловіків

На початку Ренесансу єдиною роллю та соціальною цінністю жінок все ще було розмноження. Ця гендерна роль визначила ядро особистості й мету життя жінок Відродження. Сократ, обожнюваний гуманістами Відродження, сказав, що терпить свою першу дружину Ксантіппу, бо вона народила йому синів, та терпить шум гусей, оскільки вони дають яйця і пташенят.

#### Освічені жінки в Європі раннього модерну
Заможні жінки, які здобули освіту, часто досягали високих стандартів навчання і писали на захист жінок та їх прав.Венеціанська авторка XVI століття Модеста ді Поццо ді Форці. Італійська художниця Софонісба Ангвіссола (бл. 1532—1625) здобула з сестрами освіту за чоловічими стандартами (4 з 5 доньок стали професійними художницями) і увінчала свою кар'єру званням придворної художниці іспанського короля Філіпа II.

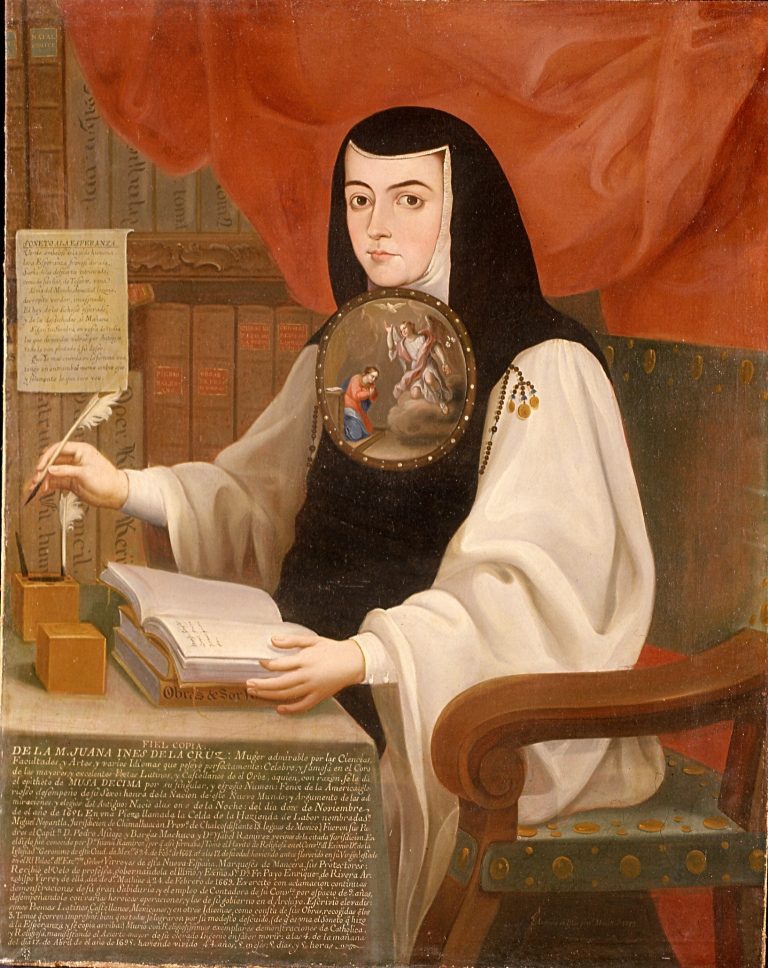
Хуана Інес де ла Крус, 1772

#### Реформація
Реформація стала віхою у розвитку прав жінок та жіночої освіти. Оскільки протестантизм спирався на безпосередню взаємодію вірян з Богом, вміння читати Біблію та молитовники стало необхідним для всіх, включаючи жінок та дівчат. Протестантські громади почали створювати школи, де звичайних хлопчиків і дівчаток навчали базової грамоти. Протестанти більше не розглядали жінок як слабких і грішниць, а бачили їх гідними супутницями чоловіків, які потребують освіти, щоб стати здібними дружинами.

### XVII століття

#### Нонконформізм, протекторат та реставрація
Марі де Гурне (1565—1645) редагувала третє видання «Проб» Мішеля де Монтеня після його смерті. Вона написала два феміністичні нариси: «Рівність чоловіків і жінок» (1622) і «Жіноча скарга» (1626). У 1673 р. Франсуа Пуллен де ла Барр написав книгу «De l'Ėgalité des deux sexs» («Про рівність двох статей»).
У XVII столітті багато нових нонконформістських сект, таких як квакери, дають жінкам більшу свободу вираження поглядів. 
Однак, жінкам, які проповідували або висловлювали думки щодо релігії, загрожувала підозра у безумстві чи чаклунстві, й багато, як Ен Аскью, яку спалили на вогнищі за єресь, померли «за свій неявний або явний виклик патріаршому порядку».
У Франції та Англії феміністичні ідеї були атрибутами інослав'я, таких як вальденси та катари. Релігійний егалітаризм, такий, як прийнятий левелерами, перенісся у гендерну рівність і, таким чином, мав політичні наслідки. Жінки левелерки влаштовували демонстрації за рівні права, хоча влада того часу їх відхиляла.
У XVII столітті також з'явилося більше жінок-письменниць, таких як Ен Бредстріт, Батсаа Макін, Маргарет Кавендіш, герцогиня Ньюкаслська, леді Мері Врот, анонімні Євгенія, Мері Чадлі та Мері Естел, які зображували зміну жіночих ролей. Однак вони зіткнулися з ворожістю.
У XVII столітті у Франції з'явилися салони ― місця зборів культурної інтелігенції вищого класу, якими керували жінки і в яких вони брали участь. Але й набувши членства в салоні, жінки лишались на другому плані. І навіть так Жан-Жак Руссо розглядав жінок як «загрозу для природного домінування чоловіків».
Мері Естел часто називають першою англомовною письменницею-феміністкою. Її аналіз залишається актуальним і сьогодні, Естел вийшла за рамки попередніх письменниць, заснувавши навчальні заклади для жінок. Естел і Афра Бен разом заклали основу феміністичної теорії в XVII столітті. Жодна жінка більше століття могла висловитись так рішуче. В історичних переказах Естел часто затьмарює її подруга та кореспондентка леді Мері Вортлі Монтагю.
Лібералізація соціальних цінностей та секуляризація в англійській реставрації надали новий шанс для жінок, який вони використовували для просування своєї справи.
Серед основних феміністичних письменниць континентальної Європи були Маргарита де Наварра, Марі де Гурне та Анна Марія ван Схюрман, які сприяли освіті жінок.
У Новому Світі мексиканська черниця Хуана Інес де ла Крус (1651—1695) адвокатувала освіту жінок у нарисі «Відповідь Сор Філотеї», виступала за визнання жінок-богословок, загальну освіту, мовні права критикувала патріархальні та колоніальні структури Церкви, доклавшись і до лесбійського фемінізму.